# Newmarket, Ontario

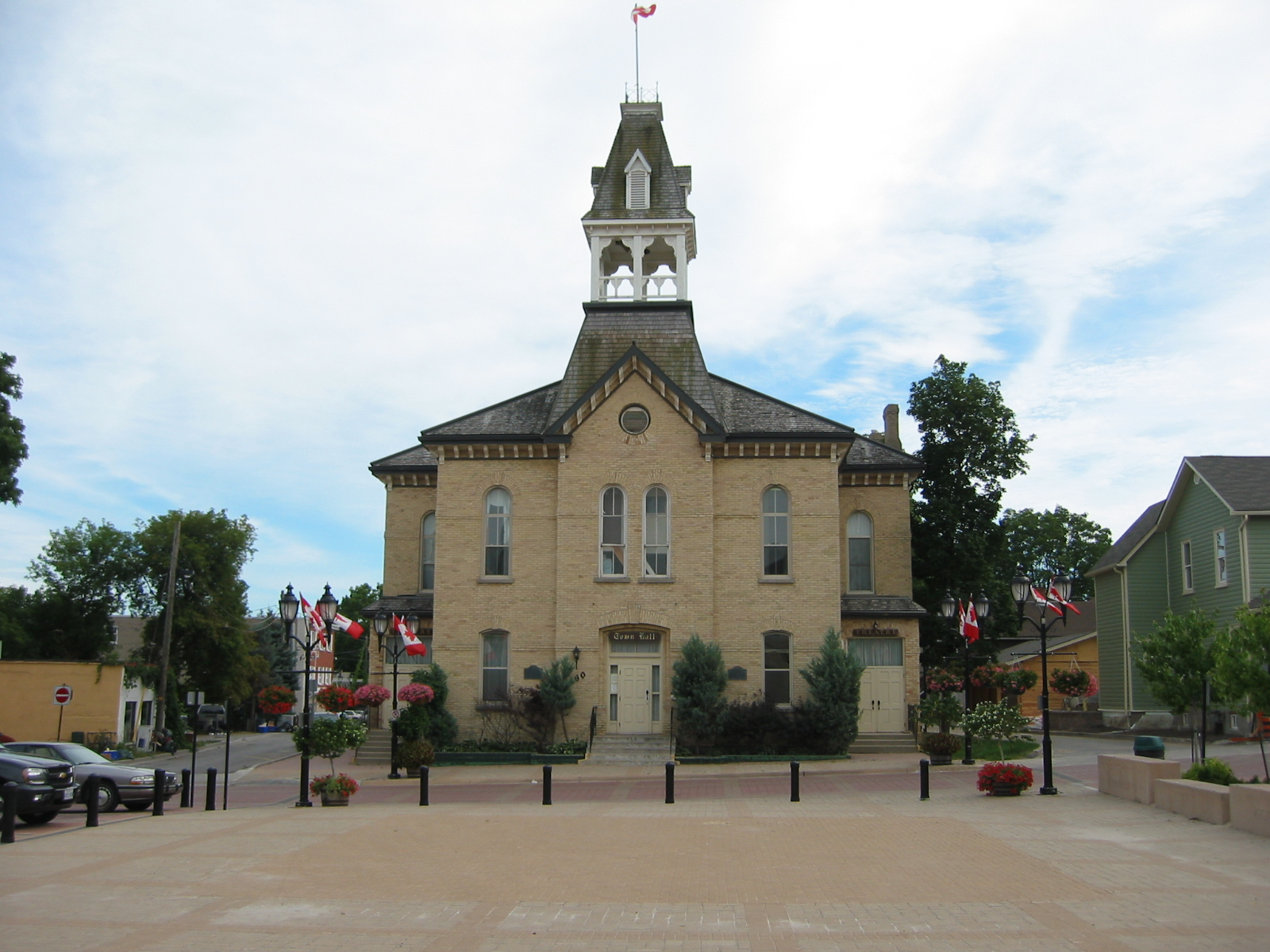
Newmarket rådhus

Newmarket är en kanadensisk stad i provinsen Ontario, cirka 25 km norr om Toronto. Staden är en del av den Gyllene hästskon och Torontos storstadsområde och hade år 2006 74 295 invånare. Newmarket grundades 1801, fick officiell status som village 1857 och som town år 1880.
Skådespelaren tillika komikern Jim Carrey är född i Newmarket.